# Saint-Philbert-sur-Orne
Saint-Philbert-sur-Orne é uma comuna francesa na região administrativa da Normandia, no departamento Orne. Estende-se por uma área de 5,86 km². Em 2010 a comuna tinha 120 habitantes (densidade: 20,5 hab./km²).